# Тиберий Клавдий Помпеян Квинтиан
Тиберий Клавдий Помпеян Квинтиан (на латински: Tiberius Claudius Pompeianus Quintianus) е член на висшото римско общество, който участва през 181/182 г. в заговор против император Комод.
Квинтиан е женен за Аврелия, дъщеря na Луцила и император Луций Вер. Той е племенник на Тиберий Клавдий Помпеян, който е вторият съпруг на Луцила, дъщерята на Марк Аврелий. Квинтиан е баща на Луций Аврелий Комод Помпеян (консул 209 г.).
Квинтиан е в приятелския кръг на младия Комод.
През 181/182 г. Луцила, Квинтиан и Марк Клавдий Умидий Квадрат плануват заговор против император Комод. По пътя към амфитеатъра Квинтиан тръгва към Комод с думите „Това ти праща сената“. Той е хванат от охраната и Комод е спасен. След това Квинтиан и Квадрат са екзекутирани. Луцила е прогонена на остров Капри и по-късно убита.